# Hollywood o res
Hollywood o res (títol original: Hollywood or Bust) és una pel·lícula de comèdia semi-musical estatunidenca de 1956 dirigida per Frank Tashlin i protagonitzada per la parella còmica de Dean Martin i Jerry Lewis al costat de Pat Crowley i Anita Ekberg. La pel·lícula va ser filmada del 16 d'abril al 19 de juny de 1956 i estrenada el 6 de desembre de 1956 per Paramount Pictures, gairebé cinc mesos després de la separació de la parella Martin i Lewis. Està doblada al català.

## Argument
Un cantant que no pot pagar el seu corredor d'apostes s'uneix a un fanàtic del cinema i el seu gran danès en un viatge en un descapotable a través del país fins a Hollywood.

## Repartiment
- Dean Martin com Steve Wiley
- Jerry Lewis com Malcolm Smith
- Pat Crowley com Terry Roberts
- Maxie Rosenbloom com Bookie Benny
- Anita Ekberg com ella mateixa
- Richard Alexander com actor de western
- Adelle August com ballarina
- Chet Brandenburg com escenògraf
- Kathryn Card com senyora gran
- Franklyn Farnum com membre del públic
- Joe Gray com jugador
- Richard Karlan com Sammy Ross
- Deana Martin com nena
- Torben Meyer com cambrer
- Wendell Niles com ell mateix
- Suzanne Ridgway com dona a la taula de daus
- Charles Sullivan com membre del públic
- Willard Waterman com gerent Neville
- Ben Welden com cap
- Frank Wilcox com Director
- Chief Yowlachie com Cap Running Water
- Beach Dickerson com grum (sense acreditar)
- Minta Durfee com Miss Pettywood (sense acreditar)

## Producció
Aquesta va ser l'última pel·lícula en què van aparèixer junts Jerry Lewis i Dean Martin. Segons Lewis a la seva autobiografia Dean and Me, ell i Martin no es van parlar fora de la càmera durant tota la filmació.  A més, Lewis va afirmar que aquesta era l'única de les seves pel·lícules que mai havia vist, citant-la com massa dolorosa per veure-la. 
Les escenes de les estacions de servei es van filmar a Live Oak Street a Thousand Oaks, Califòrnia.

## Llegat
A la pel·lícula de Paramount El Padrí (1972), una escena de Las Vegas Strip, que inclou una foto de l'envelat de l'hotel Sands que mostra una aparició de Martin i Lewis, es va extreure d'aquesta pel·lícula.
A la pel·lícula musical de Paramount Grease (1978), durant l'escena del cinema drive-in, es mostra un clip del tràiler de la pel·lícula, tal com es projecta a la pantalla del drive-in.